# Jan De Laender
Jan De Laender (Diegem, 3 juni 1941 - Leuven, 13 februari 2004) was een Vlaams psycholoog, journalist en leraar. Hij is vooral bekend om zijn twee boeken Het Hart van de Duisternis en Het Verdriet van Darwin.

## Levensloop

### Herkomst en studies
De Laender volgde Latijn-Wetenschappen aan het Koninklijk Atheneum van Brussel. In het voorlaatste en het laatste jaar (1958 & 1959) van zijn humaniora was hij winnaar van het "Europees welsprekendheidstornooi" voor de provincie Brabant. In 1959 won hij de finale van dit tornooi.
Na zijn humaniora ging hij psychologie studeren aan de Katholieke Universiteit Leuven. Hij volgde naast zijn psychologiestudies ook het "baccalaureaat in de Thomistische wijsbegeerte" en hij behaalde een licentiediploma in de criminologie. Jan De Laender besteedde ook heel wat tijd aan zogenaamde "nevenactiviteiten".
Hij was o.a. acteur bij het "Leuvens Universitair toneelgezelschap" en nam nogal wat verantwoordelijkheid op in de organisatie van het toneelspelen binnen de "Psychologische kring". In de 2de licentie (laatste jaar) was hij preses van de psychologische kring.
De Laender schreef een licentiaatsverhandeling over het werk van Freud (De rol van de erfelijkheid in de etiologie van neurosen volgens Freud). Zijn promotor was de Antwerpse psychiater Prof. Dellaert.
Vanaf september 1968 was De Laender zes jaar lang assistent bij Prof. J. Nuttin, die hem heel veel vrijheid gaf om een doctoraatsproefschrift voor te bereiden. Tijdens deze zes jaren in Leuven startte er een denkgroep onder de leiding van Prof. G. Vandendriessche, hoogleraar in de dieptepsychologie (psychoanalyse). De Laender was de enige doctorandus wiens proefschrift gedeeltelijk over vraagstukken uit de leer van Freud handelde, en hij werd bijgevolg tot deze discussiegroep van professoren uitgenodigd.
Zijn doctoraatsproefschrift Het verschijnsel Agressie: de theorieën van Freud en Lorenz. Met een proeve van een theorie der affectieve agressie verscheen in 1974.
In Psychologica Belgica publiceerde hij in artikelvorm: "Sigmund Freud and the belief in the inheritance of acquired characters" (1970, X-2, 125-139) en "The concept of narcissism and Freuds misrepresentation of his theory of instincts" (1978, XVIII-1, 1-11)

### Loopbaan
Jan De Laender werd journalist bij de BRT-nieuwsdienst. Na een jaar verliet hij de BRT en vervolgde zijn carrière in het onderwijs. Hij werd docent aan de Katholieke Vlaamse Hogeschool Antwerpen (de huidige LESSIUS hogeschool) en aan de Sociale Hogeschool te Brussel (nu HUB) .
Daarnaast gaf hij cursusreeksen en voordrachten over een grote verscheidenheid van onderwerpen, die georganiseerd werden door de Vlaamse volkshogescholen en door het Davidsfonds (Universiteit Vrije Tijd). Hij streefde ernaar op een duidelijke en verstaanbare manier kennis over te brengen. Hij nam daarbij een voorbeeld aan auteurs zoals Isaac Asimov en Richard Dawkins, die erin slagen wetenschappelijke kennis te vulgariseren. Hij vond het van wezenlijk belang aan zijn toehoorders uit te leggen wat "wetenschappelijk denken" en "wetenschappelijk handelen" betekenen. En hij probeerde altijd zijn studenten te leren om op een kritische (waar nodig sceptische) manier met informatie om te gaan.
Deze betrachtingen zijn herkenbaar in zijn cursussen en publicaties.
Op 13 februari 2004 verloor Jan De Laender de strijd tegen kanker. Hij had net ‘Het verdriet van Darwin’ afgewerkt.

## Werken
Jan De Laender publiceerde volgende cursussen:
- “Algemene psychologie. Een analyse van het gedragsproces.”, Acco ISBN 90 334 44585
- “Biologie van de gedragswetenschappen”, Acco ISBN 90 334 46790
- “Psychopathologie”, Acco ISBN 90 334 52537
- “Neurofysiologie voor de gedragswetenschappen.” Co-auteur Pol Craeynest, Acco ISBN 90 334 3439 3

Hij publiceerde in boekvorm:
- “Een andere kijk op de mens”, Altiora 1981, ISBN 90 310 05010
- “Het hart van de duisternis. Psychologie van de menselijke wreedheid.”, Davidsfonds 1996, ISBN 90 6152 935 2
- "Het hart van de duisternis. Psychologie van de menselijke wreedheid.", Tweede volledig herziene druk, Davidsfonds 2004, ISBN 90-5826-277-4
- "Het verdriet van Darwin. Over de pijn en de troost van het rationalisme.", ACCO 2004, ISBN 90-334-5541-2

- Gemeinsame Normdatei: 1057624233
- International Standard Name Identifier: 0000 0000 2624 0740
- Library of Congress Control Number: n82136427
- Nederlandse Thesaurus van Auteursnamen: 072402709
- Virtual International Authority File: 16122650
- WorldCat: E39PBJy4dPqjP6VqTXCqx3KWXd